# Arrigorriaga
Arrigorriaga – gmina w Hiszpanii, w prowincji Biskaja, w Kraju Basków, o powierzchni 16,21 km². W 2011 roku gmina liczyła 12 525 mieszkańców.
W miejscowości jest stacja kolejowa Arrigorriaga.